# Pulo Gampong U
Pulo Gampong U is een bestuurslaag in het regentschap Pidie van de provincie Atjeh, Indonesië. Pulo Gampong U telt 282 inwoners (volkstelling 2010).